# Cursed Vibes
Cursed Vibes è un singolo del rapper statunitense NLE Choppa, pubblicato il 2 dicembre 2018 su etichetta NLE Choppa Entertainment.

## Tracce
1. Cursed Vibes – 2:49